# Rally Liepāja de 2020
El Rally Liepāja de 2020 fue la 8.º edición y la segunda ronda de la temporada 2020 del Campeonato de Europa de Rally. Se celebró del 14 de agosto al 16 de agosto y contó con un itinerario de diez tramos sobre tierra que sumaban un total de 175,83 km cronometrados.
El ganador de la prueba fue el sueco Oliver Solberg quien consiguió su primera victoria de la temporada y su segunda victoria consecutiva en este rally, fue acompañado en el podio por el ruso Alexey Lukyanuk y el finlandés Eerik Pietarinen. Mads Østberg finalizó en el segundo puesto pero al no estar registrado dentro de los pilotos que compiten en el campeonato no pudo subir al podio.

## Itinerario
| Día                     | Tramo | Nombre                            | Distancia | Ganador de la etapa | Automóvil              | Tiempo  | Líder de la general |
| ----------------------- | ----- | --------------------------------- | --------- | ------------------- | ---------------------- | ------- | ------------------- |
| Día 1 (14 de agosto)    | -     | Welcome to Latvia! (Shakedown)    | 4.61 km   | Nikolay Gryazin     | Hyundai NG i20 R5      | 2:12.5  | -                   |
| Día 2 (15 de agosto)    | SS1   | Talsi                             | 24.82 km  | Oliver Solberg      | Volkswagen Polo GTI R5 | 12:47.4 | Oliver Solberg      |
| Día 2 (15 de agosto)    | SS2   | Swecon                            | 17.45 km  | Nikolay Gryazin     | Hyundai NG i20 R5      | 8:11.4  | Oliver Solberg      |
| Día 2 (15 de agosto)    | SS3   | SC Grupa                          | 20.36 km  | Oliver Solberg      | Volkswagen Polo GTI R5 | 10:03.0 | Oliver Solberg      |
| Día 2 (15 de agosto)    | SS4   | Ramirent                          | 25.54 km  | Alexey Lukyanuk     | Citroën C3 R5          | 13:15.5 | Oliver Solberg      |
| Día 3 (16 de agosto)    | SS5   | Liepāja                           | 16.45 km  | Mads Østberg        | Citroën C3 R5          | 8:02.0  | Oliver Solberg      |
| Día 3 (16 de agosto)    | SS6   | Canon Biznesa centrs - IB Serviss | 12.06 km  | Oliver Solberg      | Volkswagen Polo GTI R5 | 6:10.9  | Oliver Solberg      |
| Día 3 (16 de agosto)    | SS7   | SIXT Rent a car                   | 18.11 km  | Oliver Solberg      | Volkswagen Polo GTI R5 | 9:00.9  | Oliver Solberg      |
| Día 3 (16 de agosto)    | SS8   | Invest in Liepaja!                | 16.45 km  | Mads Østberg        | Citroën C3 R5          | 7:53.9  | Oliver Solberg      |
| Día 3 (16 de agosto)    | SS9   | PAFBET                            | 6.48 km   | Oliver Solberg      | Volkswagen Polo GTI R5 | 2:50.3  | Oliver Solberg      |
| Día 3 (16 de agosto)    | SS10  | NESTE                             | 18.11 km  | Oliver Solberg      | Volkswagen Polo GTI R5 | 8:54.5  | Oliver Solberg      |
| Fuente:ewrc-results.com |       |                                   |           |                     |                        |         |                     |

## Clasificación final
| Pos.                     | Piloto            | Copiloto             | Automóvil              | Equipo                         | Tiempo    | Puntos  |
| ------------------------ | ----------------- | -------------------- | ---------------------- | ------------------------------ | --------- | ------- |
| 1                        | Oliver Solberg    | Aaron Johnston       | Volkswagen Polo GTI R5 | Oliver Solberg                 | 1:27:23.0 | 30      |
| 2                        | Mads Østberg      | Torstein Eriksen     | Citroën C3 R5          | PH-Sport                       | +20.1     | [ n 1 ] |
| 3                        | Alexey Lukyanuk   | Dmitriy Eremeev      | Citroën C3 R5          | Saintéloc Junior Team          | +37.2     | 24      |
| 4                        | Eerik Pietarinen  | Antti Linnaketo      | Škoda Fabia R5         | Eerik Pietarinen               | +1:34.1   | 21      |
| 5                        | Craig Breen       | Paul Nagle           | Hyundai i20 R5         | Team MRF Tyres                 | +1:51.3   | 19      |
| 6                        | Grégoire Munster  | Louis Louka          | Hyundai i20 R5         | Grégoire Munster               | +2:19.7   | 17      |
| 7                        | Mikko Heikkilä    | Henri Arpiainen      | Škoda Fabia Rally2 evo | TGS Worldwide OU               | +2:35.9   | 15      |
| 8                        | Efrén Llarena     | Sara Fernández       | Citroën C3 R5          | Rally Team Spain               | +3:23.2   | 13      |
| 9                        | Sean Johnston     | Alexander Kihurani   | Citroën C3 R5          | Saintéloc Junior Team          | +3:48.1   | 11      |
| 10                       | Raul Jeets        | Andrus Toom          | Škoda Fabia Rally2 evo | Raul Jeets                     | +3:57.4   | 9       |
| 11                       | Erik Cais         | Jindřiška Žáková     | Ford Fiesta Rally2     | Yacco ACCR Team                | +4:17.6   | 7       |
| 12                       | Mikołaj Marczyk   | Szymon Gospodarczyk  | Škoda Fabia Rally2 evo | Orlen Team                     | +4:42.0   | 5       |
| 13                       | Dominik Dinkel    | Ursula Mayrhofer     | Škoda Fabia Rally2 evo | Brose Motorsport               | +5:08.0   | 4       |
| 14                       | Niki Mayr-Melnhof | Leopold Welsersheimb | Ford Fiesta Rally2     | Drift Company Rally Team       | +6:02.3   | 3       |
| 15                       | Ken Torn          | Kauri Pannas         | Ford Fiesta Rally4     | Estonian Autosport Junior Team | +7:29.2   | 2       |
| 16                       | Dennis Rådström   | Johan Johansson      | Ford Fiesta Rally4     | Dennis Rådström                | +8:19.0   | 1       |
| Fuente: ewrc-results.com |                   |                      |                        |                                |           |         |

## Clasificaciones tras la carrera
| Posición | Piloto             | Puntos | Cambios de posición |
| -------- | ------------------ | ------ | ------------------- |
| 1        | Alexey Lukyanuk    | 70     | Sin cambios         |
| 2        | Oliver Solberg     | 66     | Crecimiento         |
| 3        | Craig Breen        | 40     | Crecimiento         |
| 4        | Giandomenico Basso | 32     | Decrecimiento       |
| 5        | Grégoire Munster   | 28     | Crecimiento         |

| Posición | Equipo                         | Puntos | Cambios de posición |
| -------- | ------------------------------ | ------ | ------------------- |
| 1        | Saintéloc Junior Team          | 111    | Crecimiento         |
| 2        | Team MRF Tyres                 | 93     | Crecimiento         |
| 3        | Rally Team Spain               | 92     | Decrecimiento       |
| 4        | Estonian Autosport Junior Team | 80     | Decrecimiento       |
| 5        | Drift Company Rally Team       | 57     | Crecimiento         |